# Leichtathletik-Weltmeisterschaften 2009/Teilnehmer (Slowenien)
| Gelbes Symbol für Goldmedaillen mit stilisierten Olympischen Ringen | Graues Symbol für Silbermedaillen mit stilisierten Olympischen Ringen | Braundes Symbol für Bronzemedaillen mit stilisierten Olympischen Ringen |
| ------------------------------------------------------------------- | --------------------------------------------------------------------- | ----------------------------------------------------------------------- |
| 1                                                                   | —                                                                     | —                                                                       |

Der slowenische Leichtathletik-Verband stellte 13 Athleten bei den Leichtathletik-Weltmeisterschaften 2009 in Berlin.

## Ergebnisse

### Männer

#### Laufdisziplinen
| Athlet          | Disziplin        | Vorlauf     | Vorlauf | Viertelfinale      | Viertelfinale      | Halbfinale         | Halbfinale         | Finale             | Finale             |
| Athlet          | Disziplin        | Zeit        | Platz   | Zeit               | Platz              | Zeit               | Platz              | Zeit               | Platz              |
| --------------- | ---------------- | ----------- | ------- | ------------------ | ------------------ | ------------------ | ------------------ | ------------------ | ------------------ |
| Matic Osovnikar | 100 m            | 10,52 s     | 51      | nicht qualifiziert | nicht qualifiziert | nicht qualifiziert | nicht qualifiziert | nicht qualifiziert | nicht qualifiziert |
| Boštjan Buč     | 3000 m Hindernis | 8:40,56 min | 27      |                    |                    |                    |                    | nicht qualifiziert | nicht qualifiziert |
| Roman Kejžar    | Marathon         |             |         |                    |                    |                    |                    | 2:20:25 h SB       | 42                 |

#### Sprung/Wurf
| Athlet         | Disziplin      | Qualifikation | Qualifikation | Finale             | Finale             |
| Athlet         | Disziplin      | Weite/Höhe    | Platz         | Weite/Höhe         | Platz              |
| -------------- | -------------- | ------------- | ------------- | ------------------ | ------------------ |
| Jurij Rovan    | Stabhochsprung | 5,40 m        | 26            | nicht qualifiziert | nicht qualifiziert |
| Miran Vodovnik | Kugelstoßen    | 20,22 m SB    | 7             | 20,50 m SB         | 7                  |
| Primož Kozmus  | Hammerwurf     | 77,55 m       | 5             | 80,84 m SB         | Gold               |

### Frauen

#### Laufdisziplinen
| Athletin     | Disziplin | Vorlauf     | Vorlauf | Halbfinale         | Halbfinale         | Finale             | Finale             |
| Athletin     | Disziplin | Zeit        | Platz   | Zeit               | Platz              | Zeit               | Platz              |
| ------------ | --------- | ----------- | ------- | ------------------ | ------------------ | ------------------ | ------------------ |
| Pia Tajnikar | 100 m     | 11,88 s     | 39      | nicht qualifiziert | nicht qualifiziert | nicht qualifiziert | nicht qualifiziert |
| Sabina Veit  | 200 m     | 23,77 s     | 36      | nicht qualifiziert | nicht qualifiziert | nicht qualifiziert | nicht qualifiziert |
| Sonja Roman  | 1500 m    | 4:08,65 min | 13      | 4:07,10 min        | 10                 | nicht qualifiziert | nicht qualifiziert |

#### Sprung/Wurf
| Athletin      | Disziplin  | Qualifikation | Qualifikation | Finale             | Finale             |
| Athletin      | Disziplin  | Weite/Höhe    | Platz         | Weite/Höhe         | Platz              |
| ------------- | ---------- | ------------- | ------------- | ------------------ | ------------------ |
| Nina Kolarič  | Weitsprung | 6,00 m        | 35            | nicht qualifiziert | nicht qualifiziert |
| Snežana Rodič | Dreisprung | 13,92 m       | 19            | nicht qualifiziert | nicht qualifiziert |
| Marija Šestak | Dreisprung | 13,69 m       | 25            | nicht qualifiziert | nicht qualifiziert |
| Martina Ratej | Speerwurf  | 63,42 m SB    | 3             | 57,57 m            | 11                 |